# 南西郷村
南西郷村（みなみさいごうむら）は福井県三方郡にあった村。現在の美浜町の北西部（北西端を除く）にあたる。本項では発足時の名称である西郷村（さいごうむら）についても述べる。

## 地理
- 海洋 ： 若狭湾
- 湖沼 ： 久々子湖（三方五湖）
- 山岳 ： 土井山、矢筈山

## 歴史
- 1889年（明治22年）4月1日 - 町村制の施行により、大藪村、金山村、郷市村、松原村、久々子村、早瀬浦、笹田村、日向浦の区域及び気山村の区域の内、牧口の区域をもって、西郷村が発足する。
- 1898年（明治31年）4月1日 - 大字早瀬、大字笹田及び大字日向の区域が分立して、北西郷村が発足する。同日、名称を変更して、南西郷村となる。
- 1954年（昭和29年）2月11日 - 南西郷村、北西郷村、耳村及び山東村が合併して、美浜町が発足する。

## 交通

### 鉄道路線
- 日本国有鉄道
  - 小浜線
    - 河原市駅（現・美浜駅）

### 道路
- 国道27号